# Vriesea jonghei
Vriesea jonghei là một loài thuộc chi Vriesea. Đây là loài bản địa của Brasil.

## Giống
- Vriesea 'Flammea'
- Vriesea 'Van Ackeri'